# Торребельвичино
Торребельвичино (итал. Torrebelvicino) — коммуна в Италии, располагается в провинции Виченца области Венеция.
Население составляет 5784 человека (на 2004 г.), плотность населения составляет 261 чел./км². Занимает площадь 21 км². Почтовый индекс — 36036. Телефонный код — 0445.
Покровителем  коммуны почитается священномученик Лаврентий, диакон, празднование 10 августа.